# Place Bell
Das Place Bell ist eine Mehrzweckhalle in der kanadischen Stadt Laval, Provinz Québec. Es ist seit 2017 der Austragungsort der Heimspiele der Rocket de Laval aus der American Hockey League (AHL) und seit 2024 Spielstätte der Victoire de Montréal aus der Professional Women's Hockey League.

## Geschichte
Nach mehrjähriger Planung startete die Stadt Laval im Februar 2013 eine Ausschreibung für den Bau der Arena. Am Ende dieses Auswahlverfahrens wurde der Auftragnehmer Pomerleau für den Bau ausgewählt und im September 2014 ein Entwurfs- und Bauvertrag unterzeichnet. Der Budgetrahmen des Projekts umfasste 200 Millionen Kanadische Dollar. Am 6. Oktober 2017 wurde die Arena mit einem Spiel der Rocket de Laval gegen die Belleville Senators eröffnet.
Namenssponsor der Arena ist das Telekommunikationsunternehmen Bell Canada.
Die Zuschauerkapazität der Hauptarena beträgt bei Eishockeyspielen 10.062 Zuschauer, die zwei weiteren Eishallen fassen 2.500 respektive 500 Zuschauer.

## Galerie

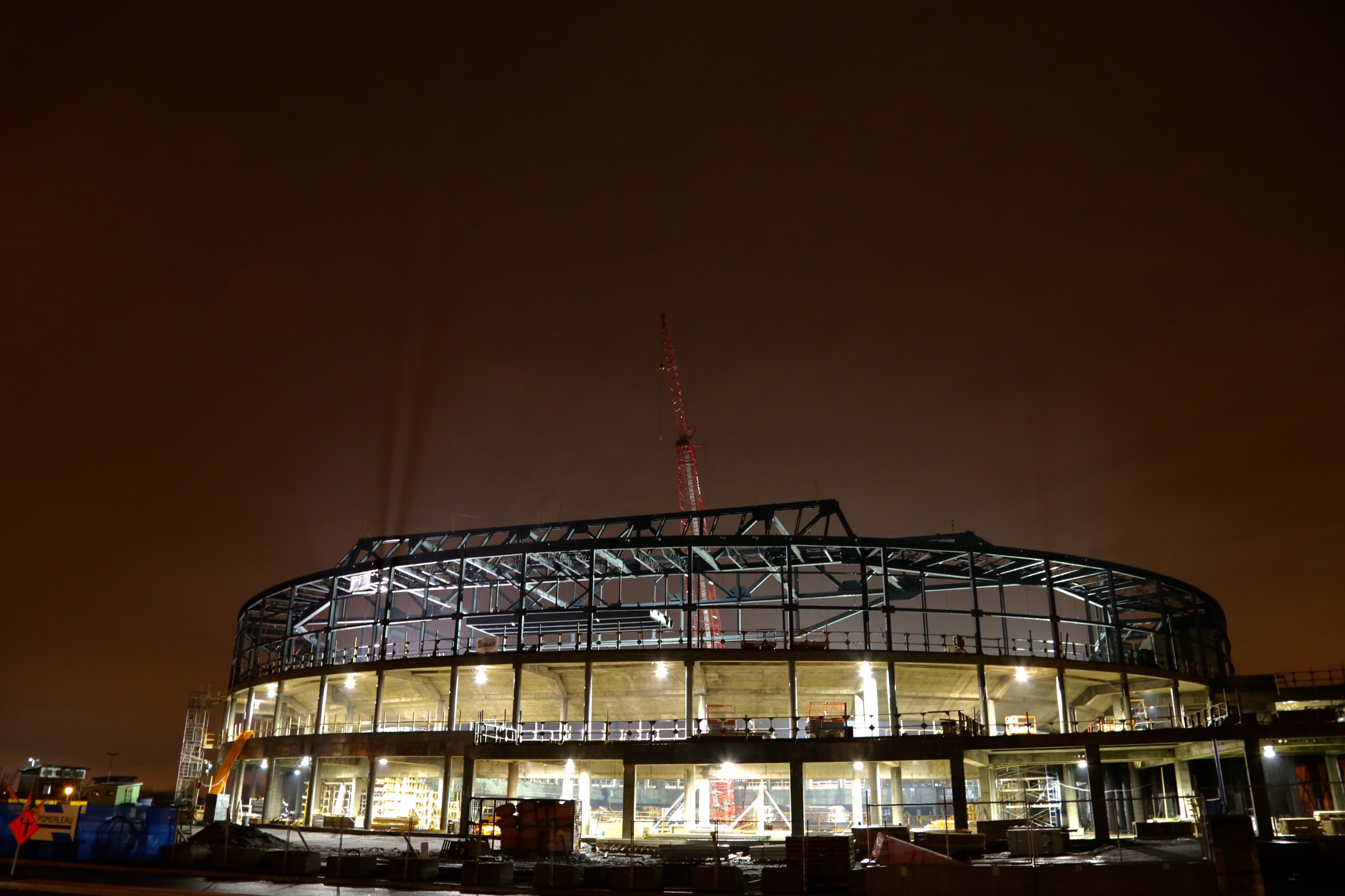
Außenansicht während der Bauphase (2015)
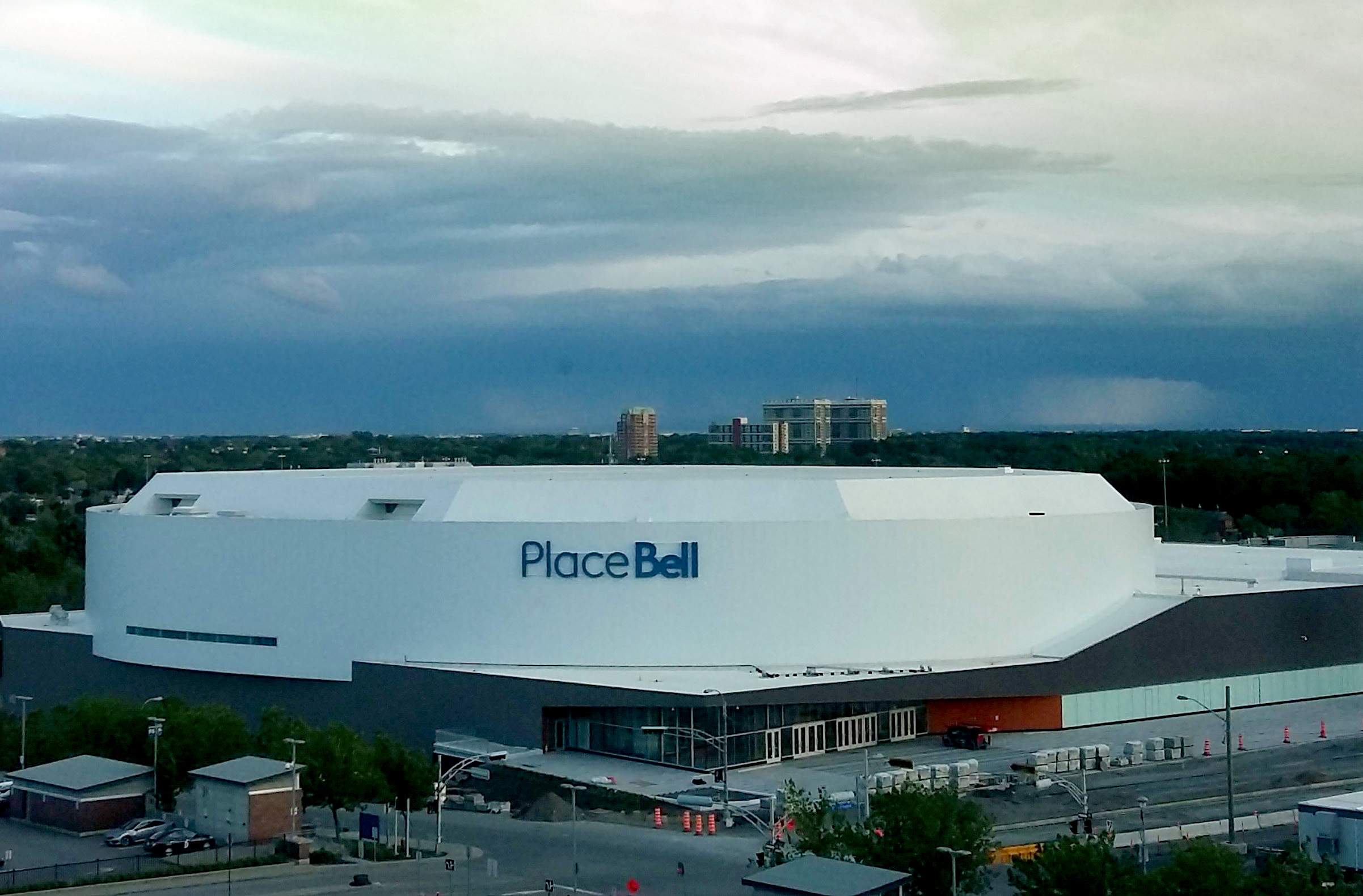
Außenansicht (2017)
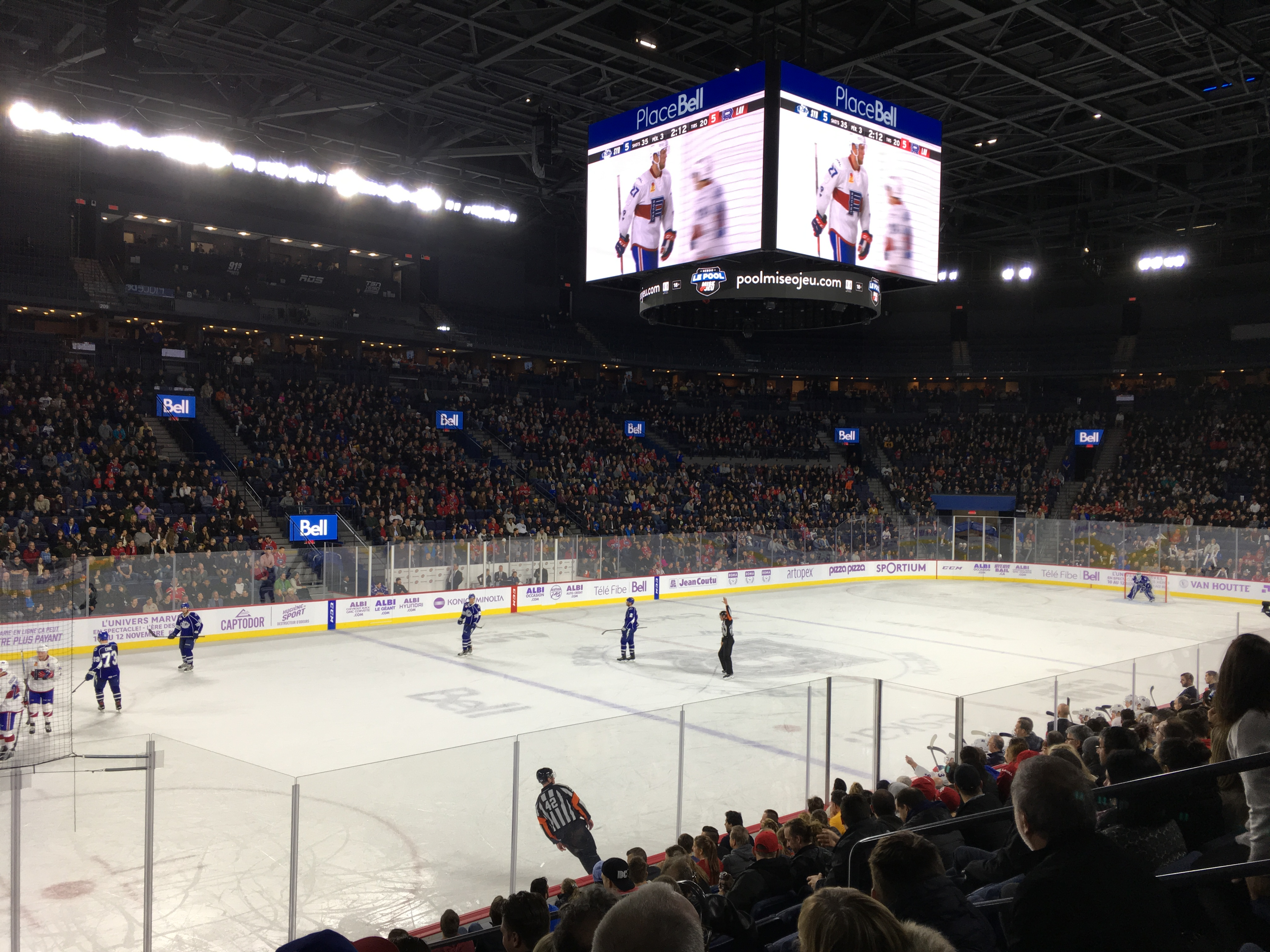
Innenansicht während eines AHL-Spiels
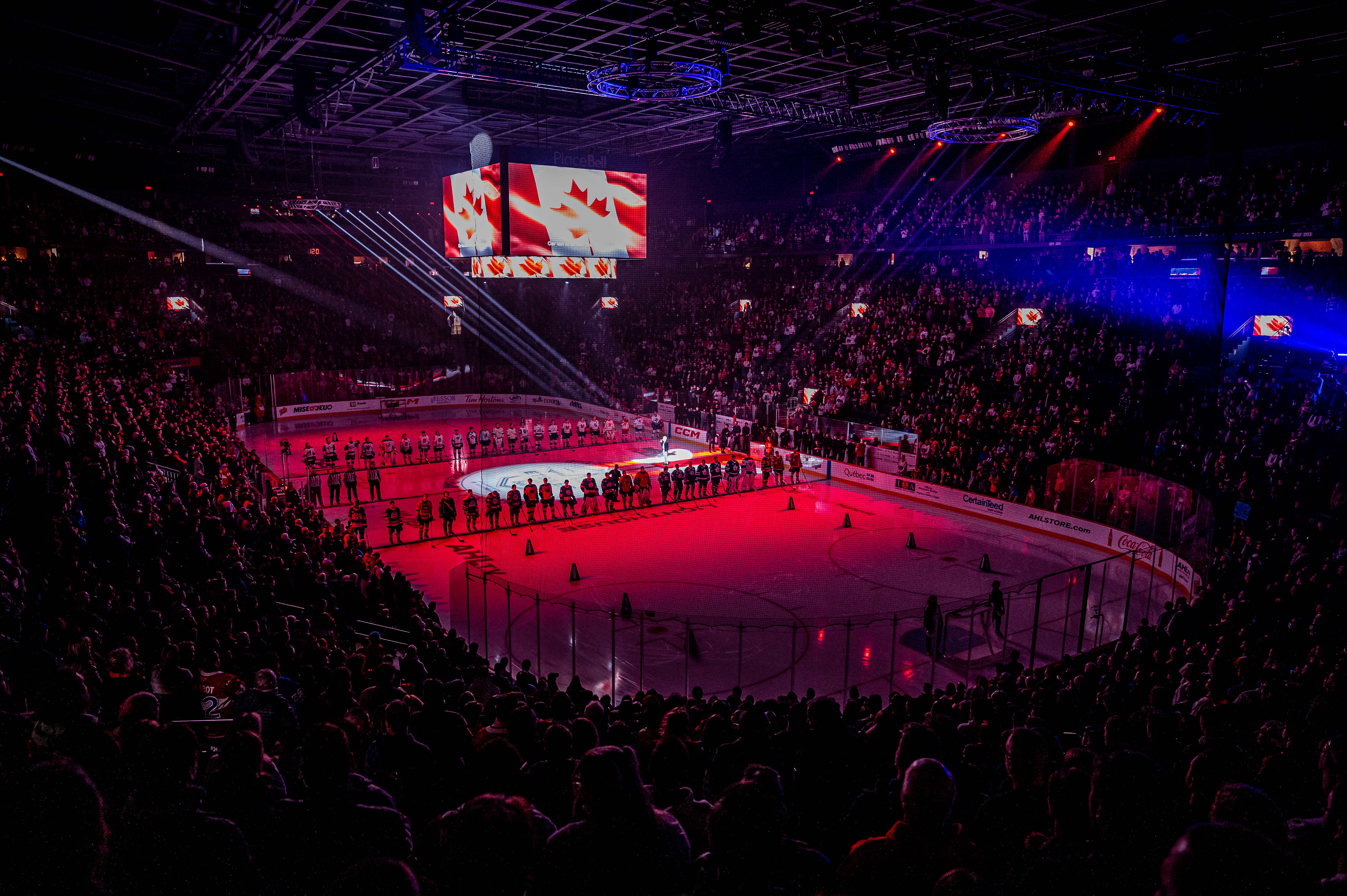
Innenansicht während des AHL All-Star Classic 2023
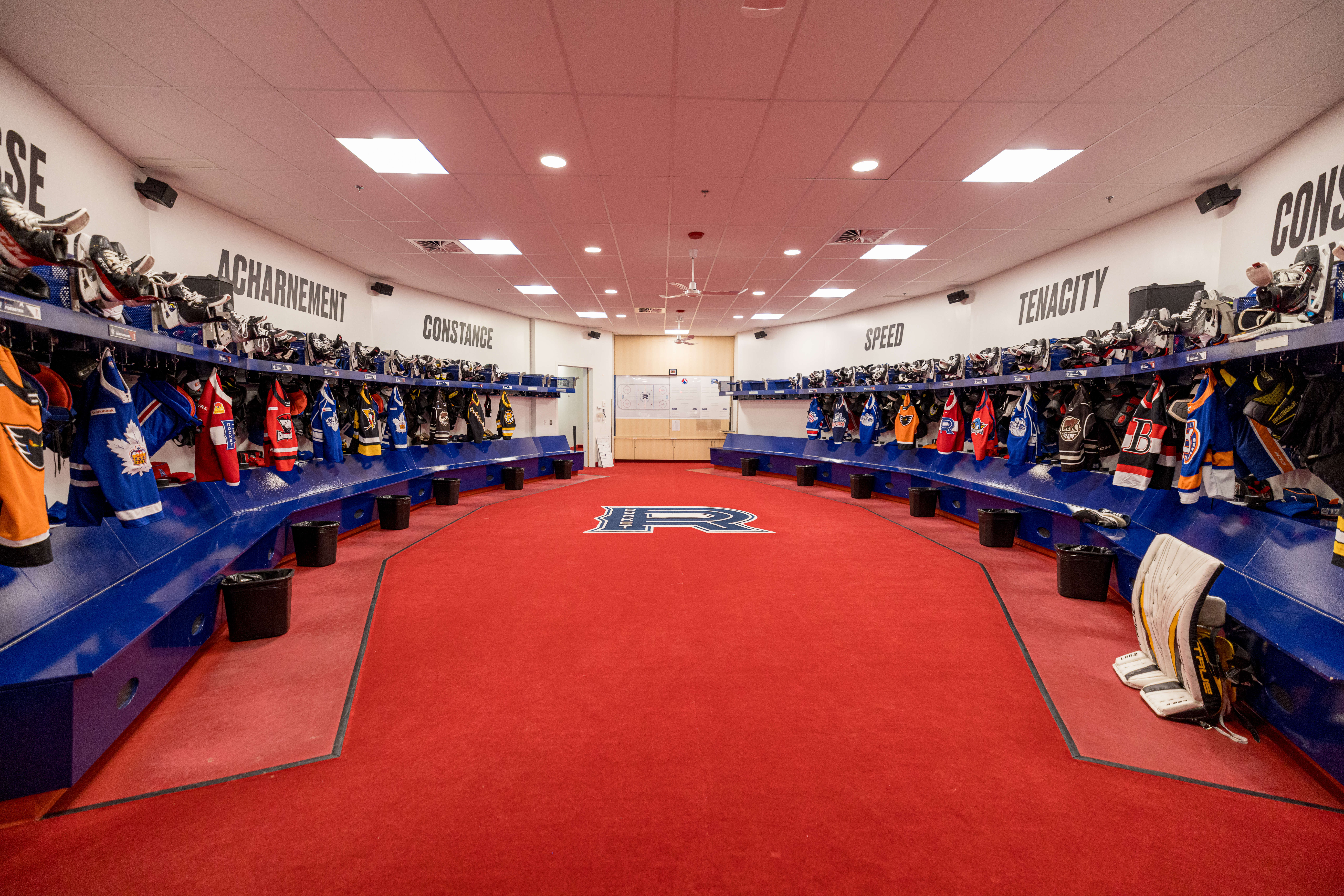
Die Umkleidekabine der Rocket de Laval